# Oracles chaldaïques
Les Oracles chaldaïques (Χαλδαϊκά λογία) ou Oracles chaldéens sont un recueil d'oracles de théurgie (magie supérieure), publié en grec vers 170 par Julien le Théurge, le premier à être nommé « théurge », et fils de Julien le Chaldéen. Il n'en reste que des fragments et des témoignages.
Le terme "Chaldéen" et son synonyme plus ancien « chaldaïque », signifiant « relatif à la Chaldée » (l’ancienne Babylonie), une région de l’antique Proche-Orient, ont pris ici par extension un sens découlant du contenu du recueil, celui de magique, occulte.
Le livre, comme les ouvrages prophétiques grecs, est écrit en hexamètres dactyliques. Il se présente comme un recueil de révélations oraculaires. 
Selon Psellos, le scénario serait le suivant : Julien père (Julien le Chaldéen) essaie d'amener son fils (Julien fils, Julien le Théurge) à atteindre l'âme de Platon, qu'il interroge. Selon une hypothèse plus audacieuse encore, venant de Henri-Dominique Saffrey, il s'agirait de médiumnisme et de platonisme : les Oracles chaldaïques seraient une transposition du Timée de Platon, et les oracles seraient les réponses faites par l'âme de Platon à l'âme de Julien le Théurge conduit par son père Julien le Chaldéen.
Le livre a été commenté par Porphyre de Tyr, Proclos, Psellos, Gémiste Pléthon, Damascios, Michel Italikos.

## Philosophie
Franz Cumont résume ainsi la doctrine philosophique : « À la suite de Platon, les théurges chaldéens opposaient nettement le monde des formes intelligibles des Idées au monde sensible des apparences. Ils avaient donc de l'univers une conception dualiste. Au sommet de leur panthéon, ils plaçaient l'Intellect, qu'ils appelaient aussi “le Père”. Ce dieu transcendant, qui s'enveloppe de silence, est déclaré impénétrable, et cependant il est parfois représenté comme un Feu immatériel, dont tout est issu. Au-dessous de lui s'étagent les triades du monde intelligible, puis les dieux qui siègent au-delà des sphères célestes ou qui y président. L'âme humaine, d'essence divine, étincelle du Feu originel, descendant par un acte de volonté les degrés de l'échelle des êtres, est venue s'enfermer dans la geôle d'un corps. Quand elle sera dépouillée de toutes les enveloppes matérielles dont elle s'était chargée, l'âme bienheureuse sera accueillie dans le sein paternel du Dieu suprême. »
Le monde a donc trois étages : le monde du Feu (le monde intelligible), le monde éthéré (les corps célestes), enfin le monde matériel sous la Lune (les quatre Éléments : Terre, Eau, Air, Feu). La triade céleste comprend le Père (Premier Dieu), la Puissance (Dieu fils) et l'Intellect (Démiurge). « En tout monde resplendit une triade, qu'une monade commande » (fragment 27).
Il semble que la philosophie des Oracles chaldaïques dépende de la philosophie de Numénios d'Apamée, un penseur du moyen-platonisme légèrement antérieur daté vers 155, mais certains savants estiment que c'est Numénios qui fut influencé par ces Oracles. « La priorité des Oracles a pour elle H. Lewy et Eric Robertson Dodds ; celle de Numénios d'Apamée, André-Jean Festugière et Jan Hendrik Waszink » (Édouard des Places), auxquels on peut ajouter Charles H. Kahn. En tout cas, on voit de nombreuses triades, caractéristiques du moyen platonisme. Chez Numénios d'Apamée il y a trois dieux (Un, Démiurge, Troisième Un qui est l'Âme du monde ou le cosmos), comme dans les Oracles.

## Théurgie
La théurgie est une action de type magique où l'officiant s'efforce d'entrer en contact avec les dieux, pour tirer des connaissances, pour obtenir une opération miraculeuse, ou pour atteindre à un genre de vie homologue à celui des dieux. Deux méthodes sont possibles : la contemplative et l'opérative. La théurgie contemplative passe par l'élévation de l'intellect, tandis que la théurgie opérative passe par des rites et des objets sacrés.
Deux techniques dominent : l'animation de statues, l'évocation des dieux grâce à des médiums en transe.

### Texte
- Oracles chaldaïques (vers 170), trad. du grec Édouard des Places, Les Belles Lettres, 1971, 357 p., 2° éd. revue 1997.

### Sources
- Suidae lexicon Σουίδας, notice « Ioulianos » (434), II, p. 642.

### Études
- H. Seng, Un livre sacré de l'Antiquité tardive : les Oracles chaldaïques (Bibliothèque de l'École des Hautes Études, Sciences Religieuses 170), Turnhout, Brepols, 2016,  (ISBN 978-2-503-56518-7)
- Hans Lewy, Chaldæan Oracles and Theurgy : Mysticism, Magic, and Platonism in the Later Roman Empire, 3e éd. par Michel Tardieu, Paris, Études Augustiniennes ; Turnhout, Brepols, 2011, 770 p.
- Henri-Dominique Saffrey, « Les néoplatoniciens et les “Oracles Chaldaïques” », Revue des Études Augustiniennes, 1981, n⁰ 27, p. 209-225.
- Henri-Dominique Saffrey, « La Théurgie comme phénomène culturel chez les néoplatoniciens (IVe-Ve s.) », Koinônia, 1984, n⁰ 8, p. 161-171.
- Álvaro Fernández Fernández, La teúrgia de los Oráculos Caldeos: cuestiones de léxico y de contexto histórico , thèse de doctorat dirigée par José Luis Calvo Martínez, Granada, Universidad de Granada, 2011.
- Álvaro Fernández Fernández, «En búsqueda del paraíso caldaico», ’Ilu: revista de ciencias de las religiones, 2013, n⁰ 18, p. 57-94.